# Цвинтар гладіаторів

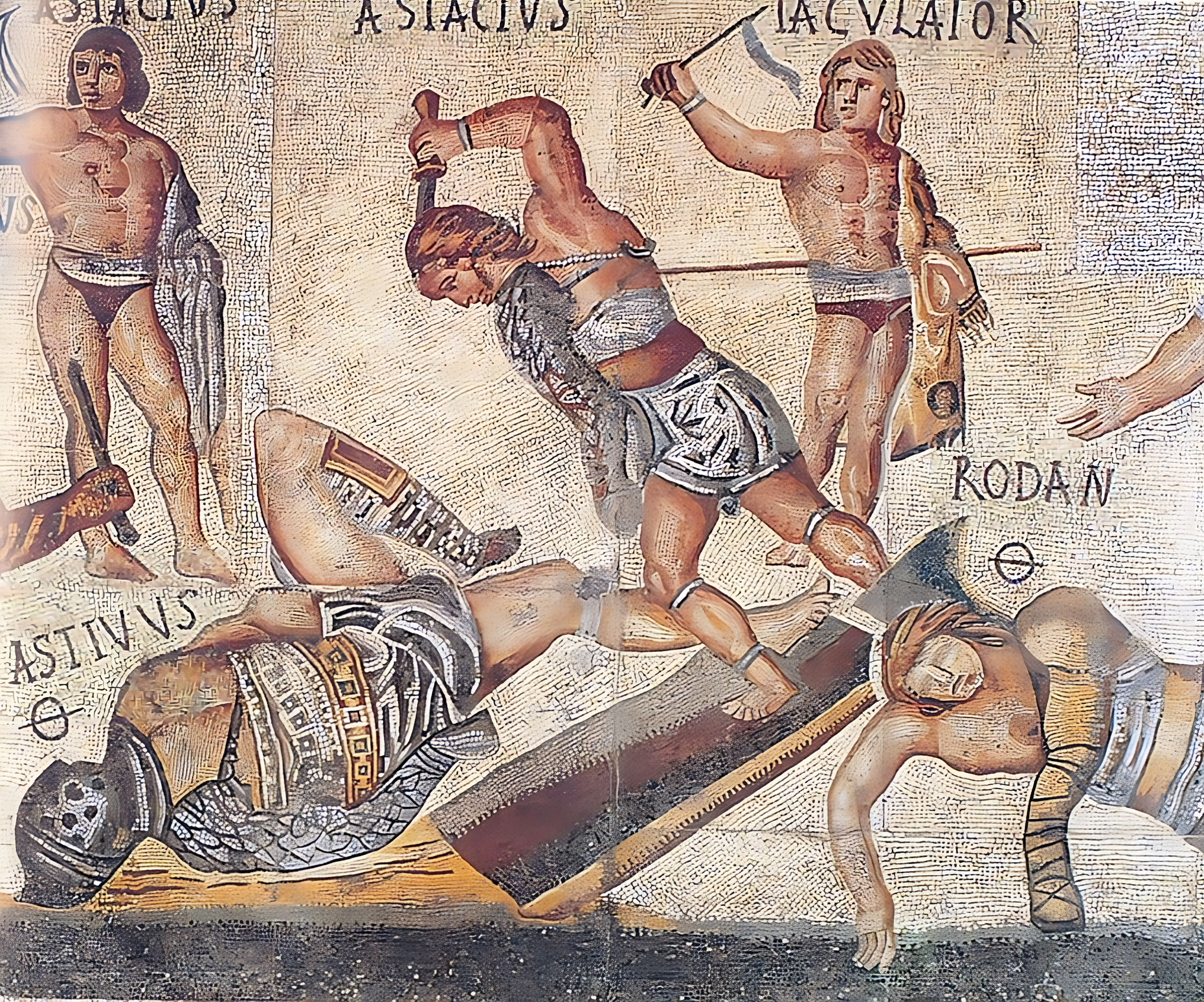
Ретіарій і секутор на арені поряд з трупом. Мозаїка Вілли Боргезе.

Цвинтар гладіаторів в місті Йорк — археологічна знахідка в місті Йорк 2004 року на північному сході Великої Британії.

## Історія знахідки

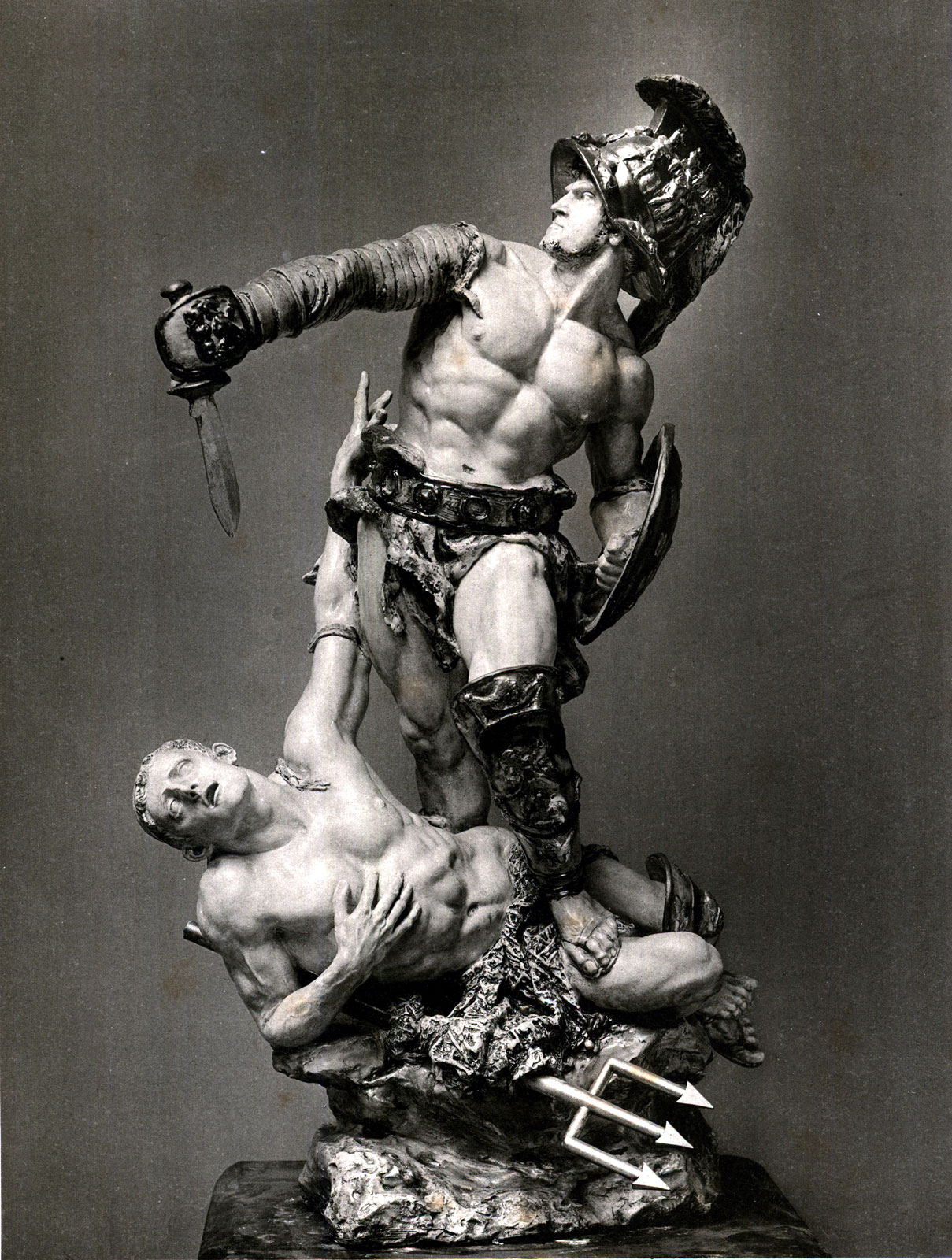
Повалений ретіарій з тризубцем і секутор.

Гладіаторські бої зародилися в італійській області Кампанії, де вони набули значного поширення вже в 3 ст. до н. е. Довгий час існувала версія, що римляни успадкували традицію гладіаторських боїв у етрусків. Але ні археологічні, ні іконографічні пам'ятки не підтверджують проведення гладіаторських боїв у етрусків, етнос яких розчинився в латинятах-загарбниках і зник.
Перші гладіаторські бої, що згадуються в Римі, відбулися в 216 р. до н. е. Первісно гладіаторські бої являли собою видозмінену церемонію людських жертвоприношень під час поховань і влаштовувались родичами померлого. Так, перші ігри, що проходили в Римі були влаштовані на честь померлого Марка Емілія Лепіда його синами. Зв'язок між гладіаторськими боями і похованням не зникав і в назві, римляни їх називали «поховальними іграми».
Поступово гладіаторські ігри з релігійної сфери переходять в площину політичну і стають публічним видовищем. Враховуючи величезну популярність гладіаторських боїв серед громадян Римської імперії, спадкоємці померлих намагаються використати бої з власною політичною метою, пов'язуючи їх проведення з певними подіями (наприклад, виборами, святами, урочистостями на честь впливових осіб).
Місто Йорк виникло в 71 н. е. на базі давньоримської фортеці Еборакум. Столичне місто було також військовою базою і мало стратегічне значення, де стояв власний гарнізон і де вибудували низку кам'яних оборонних споруд. Кількість мешканців давньоримського Еборакума досягала 20.000. Саме в місті Еборакум військами оголошено римським імператором Константина Великого, першого давньоримського імператора-християнина. Монумент йому встановлено поряд з середньовічним Йоркським собором.
Колишнє давньоримське місто давно і щільно забудоване середньовічними спорудами. Відомо, що в місті був власний цирк для проведення гладіаторських боїв. Сам цирк поки не знайдений. 2004 року знайдено лише цвинтар гладіаторів. Під час проведення будівельних робіт в історичному центрі міста розкопали старий цвинтар.

## Відрубані голови гладіаторів
Знахідку дослідили археологи. Особливостями поховання були — окремі могили, поховані лише чоловіки міцної статури, в поховання покладені побутові речі невеликої матеріальної вартості доби Стародавнього Риму.
Всі голови гладіаторів — грубо відтяті від тулубів. Це ще одна відмінність поховання гладіаторів у Йорку. Відрубана голова — нетипова для поховального звичаю Стародавнього Риму. Цей неприйнятний для сучасності звичай, однак, мав поширення серед фракійців і кельтів. А Британія — місце проживання декількох кельтських племен. Можливо, в римському Еборакумі-Йорку пройшло зближення поховальних традицій римлян і кельтів, деяка «варваризація» традицій.

## Харон

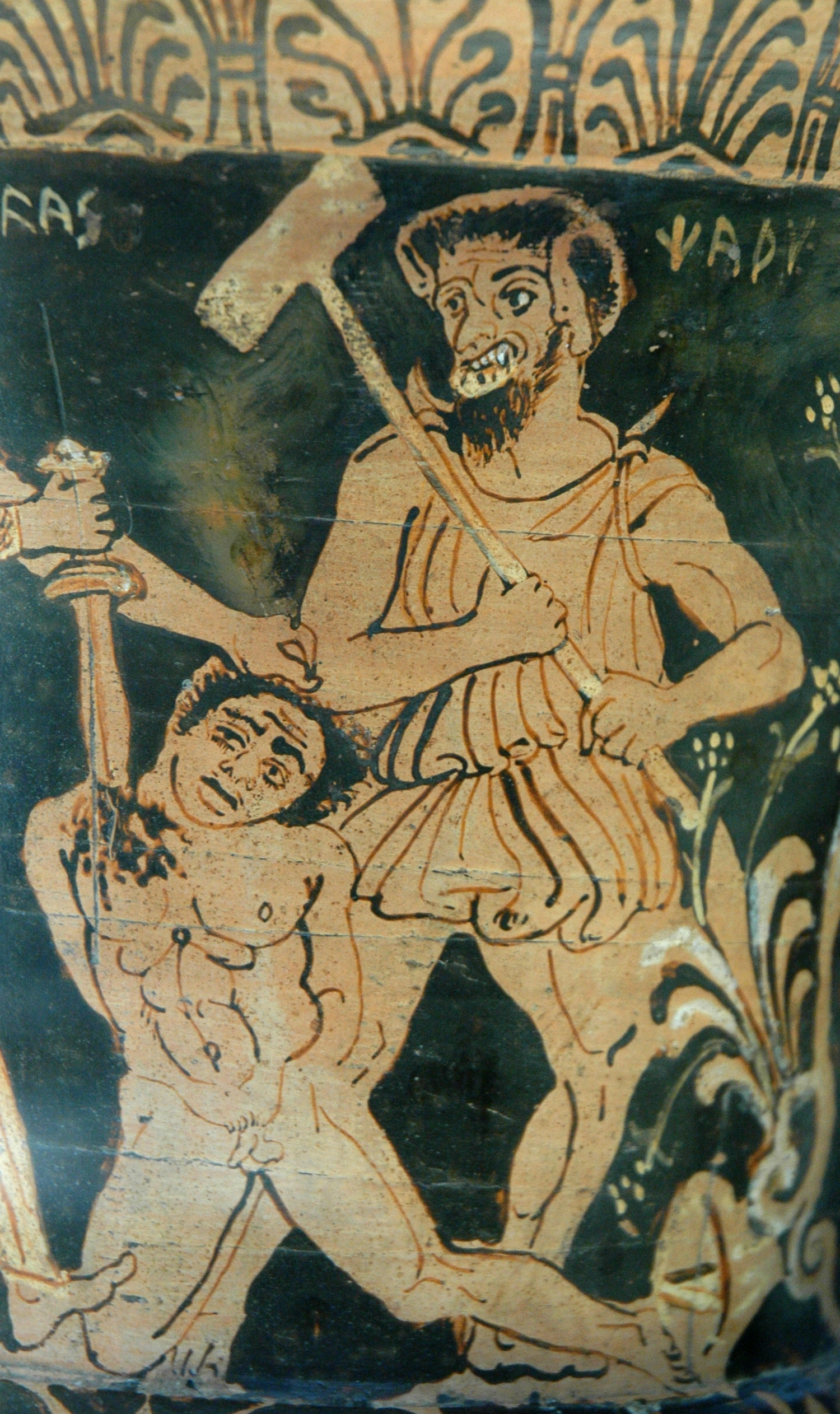
Харон. Червонофігурний вазопис. Кабінет медалей, Париж.

Традиція проведень гладіаторських боїв мала власні правила. Серед них були і бої без помилування. Про це жорстокій римській публіці сповіщали заздалегідь, а бої обов'язково закінчувалися смертю гладіаторів. На арену виходив актор в хламіді і з маскою Харона на обличчі — перевізник мертвих. Він мав в руках молот (великий молоток), яким майстерно і точно бив по голові збитого з ніг і пораненого гладіатора, прискорюючи його смерть. Каральна церемонія з Хароном мала засвідчувати глядачам, що смерть гладіатора реальна, а не є притворною акторською грою. Характерні для ударів молота дірки в черепах знайдені і в похованнях гладіаторів в Йорку, що стало ще одним підтвердженням того, що це — саме поховання гладіаторів.
В Британії діяльно працює невеликий загін археологів і фахівців різних галузей, що досліджують артефакти доби варварів, століть колонізації Британії вояками Стародавнього Риму і середньовіччя. Поодинокі поховання вперше були знайдені в Лондоні на місті щільної сучасної забудови. Але в 2004 році вперше був знайдений цвинтар гладіаторів з кількістю поховань, що перевищувала 70 осіб.

## Рабовласництво і гладіатори

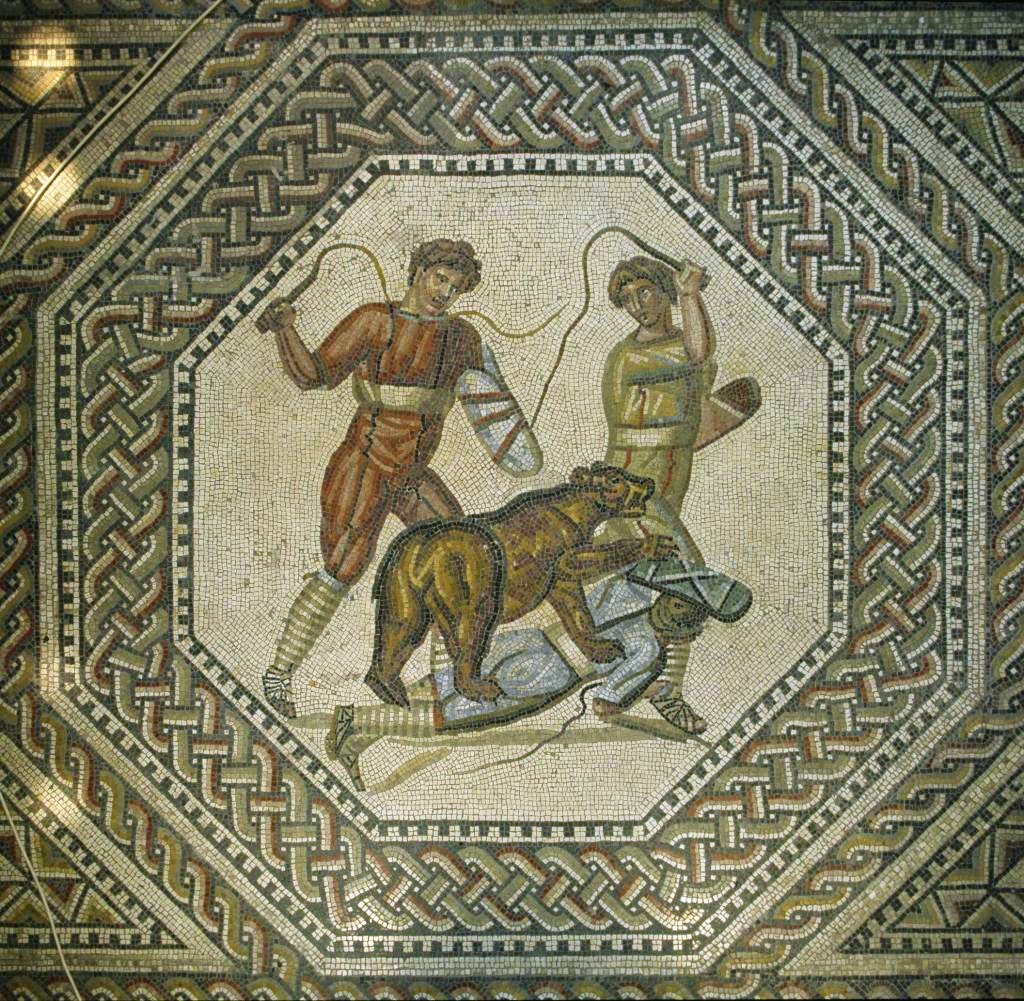
Дикий ведмідь загризає бестіарія.

Римське суспільство складалося з жорстоких і часто психічно травмованих осіб. Головні глядачі гладіаторських боїв — солдати римських легіонів, головний фах яких — убивства на війні. Жорстокість і невибагливість смаків легіонерів перейшла в панівні смаки суспільства. Жорстокі ігри на аренах цирків були підтримані і республіканською, і імператорською владою, що за всяку ціну шукала популярності. На початок 21-го століття на колишніх територіях Римської імперії знайдено 230 цирків для двобоїв з дикими звірами та боїв гладіаторів. Аби бої не припинялися, йшла постійна селекція захоплених рабів на здатність їх переводу в стан гладіаторів. Виникли казарми і школи гладіаторів, де з рабів готували машини для убивства на втіху публіки.

## Кривавий бізнес ланісти
Володар школи гладіаторів — ланіста. Ланіста — не що інше, як різновид міського рабовласника. Саме він купував рабів-підлітків, гідних на його погляд стати гладіаторами. Саме він був і головним покупцем бунтівних рабів -підлітків чи дітей до пубертатного віку. Від нього тепер залежали виховання, фах і життя (чи смерть) гладіатора-учня. Як типовий власник худоби, ланіста здавав в оренду або торгував гладіаторами, як торгують волами чи конями. Народжений в одній з провінцій Римської імперії, гладіатор (колишній полонений) після вигідного продажу опинявся інколи за тисячі кілометрів від батьківщини. Нав'язаною метою гладіатора на арені були демонстрація майстерності і смерть. Гладіаторів орендував організатор боїв — аристократ (едітор), що шукав популярності плебеїв. Він платив великі гроші як за оренду гладіаторів, так і компенсацію ланісті за їх смерть. Це був кривавий бізнес як з боку рабовласника-ланісти, так і з боку організаторів боїв.
І ланісти, і гладіатори були віднесені до дна давньоримського суспільства. Ланіста користувався повним презирством, бо був віднесений до найнепрестижнішіх професій. Бунтівних молодих рабів (якщо не вбивали) зазвичай продавали ланісті.
Але мужність гладіаторів, притаманні їм агресія і войовничі якості, що так поціновували римські легіонери і середовище рабовласників, робило рабів-смертників харизматичними, нехай і тимчасовими тодішніми «зірками». Ними пишались, вони — постійні персонажі давньоримських стінописів, малюнків і мозаїк, нудьгуючі римські матрони шукали їх прихильності.

## Нові технології досліджень
Серед нових технологій досліджень, проведених в Британії, є дослідження хімічного складу зубів похованих гладіаторів. Після зміни зубів з молочних на постійні — їх хімічний склад не міняється все життя людини. Порівняння їхнього хімічного складу з мінеральними стандартами місцевостей дозволяє виявляти походження особи, принаймні місцевість, де пройшло дитинство особи. Мінеральний склад зубів похованих гладіаторів здивував географічним розмаїттям. Серед убитих в Еборакумі-Йорку —
- мешканець північного Єгипту
- грек
- фракієць або мешканець Балкан
- мешканці різних регіонів Аппенін
- мешканці територій північної Європи
- мешканці Іберійського півоствова (колонізована римлянами Іспанія — Іберія) тощо.

Ними могли бути лише раби, захоплені в полон і силомиць доправлені в північний Еборакум-Йорк.

## Лікування поранених гладіаторів
Гладіатори — матеріальне майно рабовласника, який вкладав гроші в його навчання і тренування. Тому рабовласник намагався хоча би частково повернути власні гроші. Травмованих, ще живих і кваліфікованих гладіаторів намагалися лікувати. Кровотечу намагалися припиняти припалюванням, а судини зшивали або перев'язували. Як дезінфікуюча речовина використовувалась оцтова кислота. Якщо гладіатор не помирав швидко від кровотечі чи шоку, оминав лихоманку і інфікування ран, то видужував. Кісткові мозолі на колись зламаних кістках гладіаторів — вказівка на нечасті випадки успішних лікувань важких травм з переломами. Але фатальність, пригніченість були панівними настроями в середовищі гладіаторів-рабів. Вони мужньо переносили удари і травми в запеклих сутичках, але не намагалися битися за продовження власного життя, сповненого насилля, примусу і гіркоти. Смерть ставала позбавленням від мук в злочинному суспільстві Римської імперії.

## Пропаганда і презирство до праці
Гладіаторські бої навіть самі римські політики розглядали як різновид пропаганди могутності імперії. Вони загрозливо демонстрували, хто хазяїн і хто вирішуватиме, кому в імперії жити, а кому — вмирати. Римське суспільство презирливо ставилось до всякої праці, яку переклали на плечі мільйонів рабів. Вільні громадяни залишали собі дозвілля і насолоди, багатії — освічене дозвілля і низку насолод, садівництво, поезію і літературу. Але марно шукати в римській історії — видатних математиків, університети, значних науковців тощо. Ні науки, ні ремесла не користувались престижем в римському суспільстві, не ставали прагненням і метою. Коли виникала потреба в кваліфікованих фахівцях, використовували освічених греків-рабів. Навіть Цезар добре усвідомлював, що він — володар убивць і тільки убивць. Навіть ставши імператором, він постійно очікував смерти. Казав : -Нехай краще уб'ють один раз, ніж мені постійно очікувати смерти.

## Гладіатори з цвинтаря в Йорку. Ніякої романтики при житті і після смерті

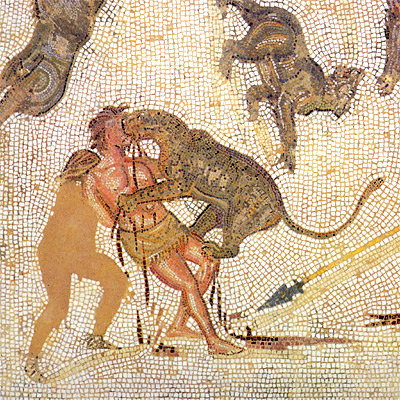
Смерть бестіарія, мозаїка.

Обмежень за віком для гладіаторів не існувало. В гладіаторські школи доправляли як дітей, так і молодиків. Хлопчиків до 13—15-річного віку тренували цькуванням і знущаннями, аби вивільнити агресію особи. До отримання досвіду їх не випускали на арену, годували, і невпинно перетворювали на убивцю. Найбільша кількість кістяків знайдених гладіаторів в Йорку належала до ретіаріїв.
- Ретіарій.

Кваліфікований гладіатор, що бився оголеним, не мав навіть шолома. Належав до найпоширенішого типу гладіатораів. В його озброєнні — лише кинджал, тризубець і сітка. Ретіарії були найменш престижними з типів гладіаторів (імовірно, через відсутність класичного для римлян озброєння) і користувалися зневагою серед римської публіки.
- Бестіарій (гладіатор). Вони належали до найменш підготовлених гладіаторів, бо ними робили римських злочинців, вони не користувались повагою агресивних глядачів.

Бестіарії призначалися для боїв з хижаками (ведмеді, леви, тигри). Ці бої мало нагадували поєдинки через погану підготовку бестіарія і їх швидку смерть на арені, фактично страту на очах кровожерливої публіки. Адже міць укусу тигра така, що здатна прокушувати тазові кістки людини. Принаймні одне з поховань на цвинтарі гладіаторів Еборакума-Йорка належить бестіарію. Саме на його тазових кістках і лопатці знайдені характерні для укусів тигра дірки. Фахівець з поведінки котів підказав, що дика тварина-хижак спочатку хапає жертву за шию, голову чи за плече, прокушує м'язи і кістки, а потім кидається на повалену здобич і вдруге міцно кусає в черево або пах. Обидва укуси тигра в ці області закінчуються шоком і небезпечною кровотечею, від яких тварина чи людина помирають. Згідно з поясненнями антропологів, кістяк бестіарія з цвинтаря Йорка належав стрункому парубку, вік якого не перевищував двадцять два (22) роки.
- Мірміллон  — один з найпоширеніших типів гладіаторів.

Походить від гладіаторів-галлів. Обладунок мірміллона складався з шолома, наруча на правій руці, короткого (нижче коліна) поножа на лівій нозі, великого щита — скутума. Шолом мірміллона мав широкі поля, забрало з решіткою і характерне верхів'я у вигляді риб'ячого плавника, що робило його нелюдською постаттю. Важкий, металевий обладунок мірміллона вимагав від нього міцної статури і значної витримки. Бився мірміллон звичайним гладіусом — мечем римської піхоти. Традиційним супротивником мірміллона був фракієць. Пара мірміллон-фракієць була однією з найпоширеніших під час гладіаторських боїв. Рідше мірміллони билися з гопломахами, або між собою.
Мірміллон з поховання в Йорку — чоловік могутньої статури. Аби обмежити його рухи, на ноги особи одягли важкі браслети, що примушували гладіатора переходити на постійну оборону в двобої. Тим ефектнішими були швидкі і постійні атаки фракійця, що кружляв навколо малорухливого мірміллона. Важкі браслети на ногах похованого гладіатора — знайдені вперше. Убитий мірміллон з поховання в Йорку не досяг і двадцяти п'яти років.

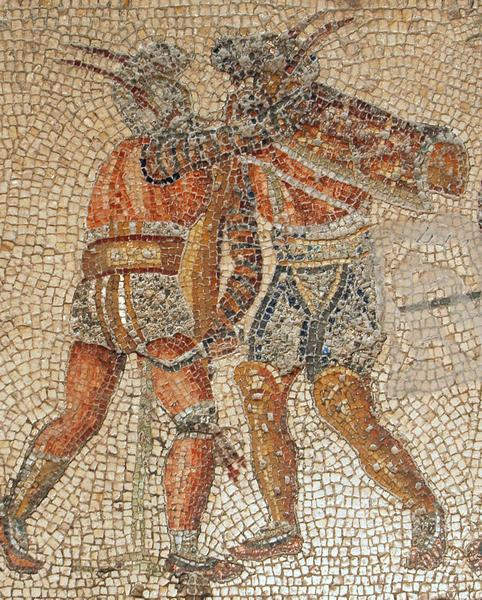
Мірміллон і фракієць, мозаїка
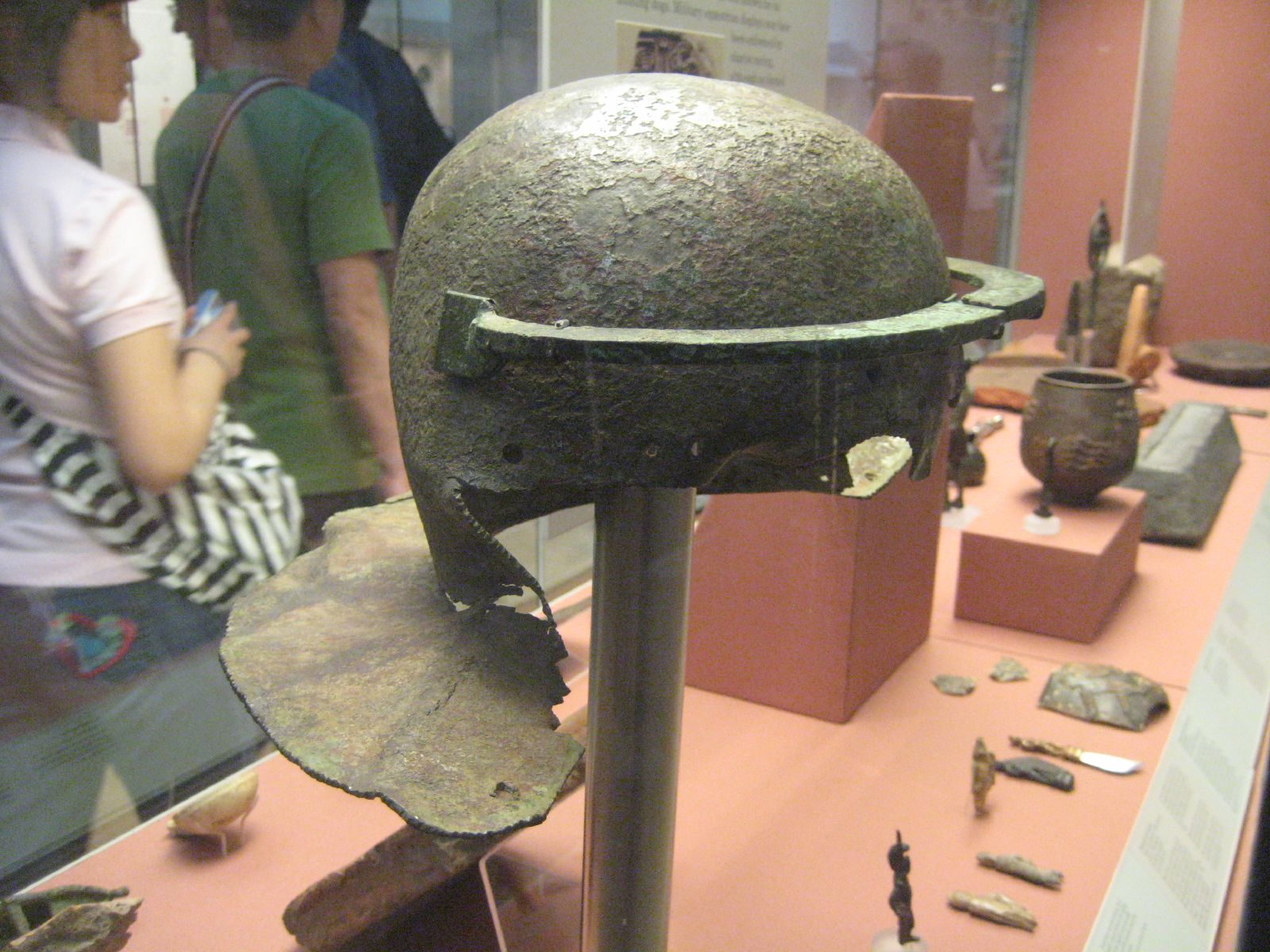
Шолом гладіатора, знайдений в Саффолку, Велика Британія.
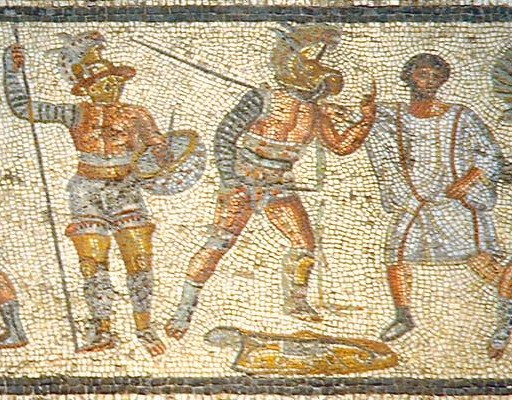

- Секутор.

Секутор — тип гладіатора, що був створений спеціально для бою з ретіаріями. Захисний обладунок секутора складався з шолома, щита скутума, короткого поножа на лівій нозі і наруча на правій руці. Шолом секутора мав обтічну форму без полів (щоб унеможливити зачеплення за них сітки ретіарія), забрало було без решітки (яку можна було пробити тризубцем), з невеликими отворами для очей і верхів'ям у вигляді плавнику. Бився секутор гладіусом.
- Фракієць.

Назва походить від рабів-гладіаторів, захоплених в місцинах Фракії. Лише з часом назва перейшла на тип відповідно озброєного гладіатора без урахування його походження. В обладунок фракійця входили поножі і заокруглений шолом, що прикривав усю голову. Шолом фракійця не мав зайвих прикрас, мав лише виступ-гребінь з голівкою грифона — символом богині помсти Немезіди. Невеликий щит і меч сікка (з переломом) доповнювали озброєння. Меч сікка дозволяв завдавати колючих ударів і частково діставати тилові частини кінцівок гладіатора-супротивника, зазвичай мало захищені.
- Еквіт — (вершник).

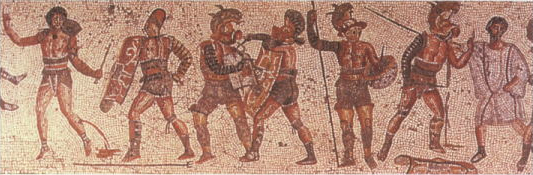

Вершники-гладіатори описані як легко озброєні вояки в обладунках, зі списом і з круглим щитом кавалериста середнього розміру. Шолом еквіта не мав гребня і був прикрашений двома китицями. Еквіт мав право носити туніку, що відрізняло його від інших гладіаторів, які виступали з оголеним торсом. Після кинутого в супротивника списа еквіт мав злізти з коня і продовжити бій піхотинцем.
З часом в середовище гладіаторів-рабів почали приходити вільні римські громадяни. Це були молодики з привілейованих верств населення, психопати, бунтівники чи збіднілі маргінали. Вони шукали власної слави і грошей. Непрестижна праця, наполегливий труд були не для них. Тому обирали смертельно небезпечну, але привабливу для них кар'єру гладіатора.
Похований еквіт в Еборакумі-Йорку мав покривлені ноги, що вказувало на довгі вправи на коні верхи. Він має нетипову травму кістки стегна понизу. Експерти розцінили цю травму як отриману ще на момент знаходження вершника на коні. Місце травми вершника — досить вдале для його супротивника через болючу травму кістки, нервів, артерій і вен. Після такої травми вести далі бій неможливо. Зроблений висновок, що еквіт з поховання Еборакума-Йорку новобранець або мало підготовлений гладіатор. Можливо, це був його перший виступ на арені. Він прагнув заробити грошей, а здобув власну смерть.

## Гладіатори-актори
Нудьгуючим римлянам ставало невдосталь бачити лише двобої чоловіків. В 1-му столітті нашої ери пройшло зближення гладіаторських боїв з акторською виставою. Так, 89 року н. е. імператор Тіт Флавій Доміціан дозволив вивести на арену гладіаторів-карликів. Ще раніше, 63 року н. е. за царювання імператора Нерона було видано наказ про дозвіл участі в гладіаторських боях вільних римських жінок. На урочистостях на честь вірменського царя Трдата I-го, які відбулися 66 року н. е., імператор Нерон дав гладіаторські бої з участю ефіопів-чоловіків і жінок.(Окреме поховання жінки-гладіатора також знайдене в Лондоні.)

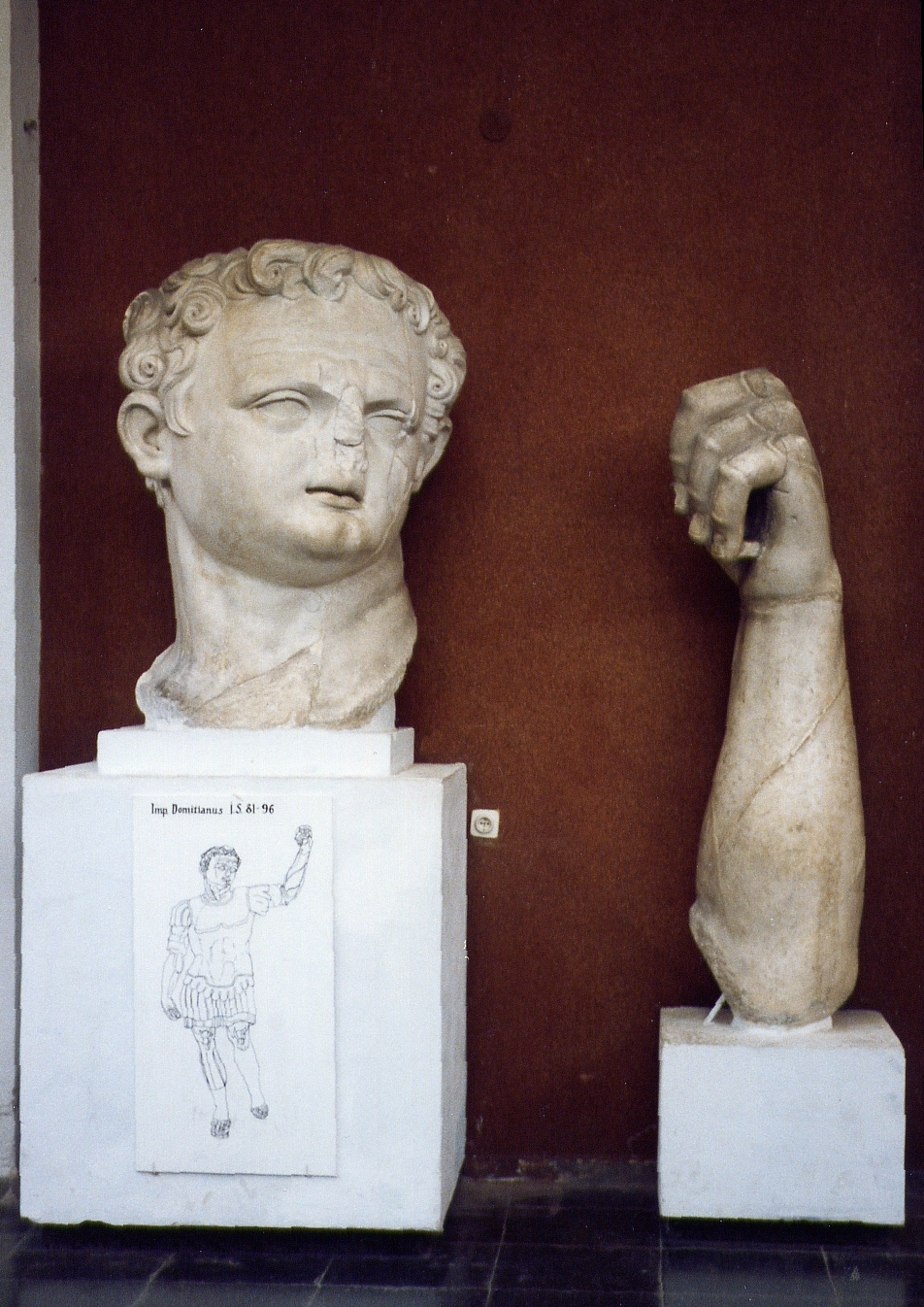
Уламки скульптури імператора Доміціана
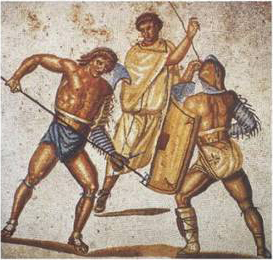
Ретіарій з тризубом, суддя і секутор на арені, мозаїка.

## Заборона гладіаторських боїв
Випадки заборони гладіаторських боїв відбувалися в імперії і раніше. Гладіаторські бої могли перерости в бійки між глядачами, одна з яких відбулася в Помпеях. Глядачі билися на трибунах, а потім на майдані біля амфітеатру, калічили і вбивали один одного, псували сусідні будинки, крамниці, сади і городи з овочами. Скарги від потерпілих дійшли до Риму. Сенат покарав Помпеї забороною на проведення гладіаторських боїв на десять (10) років. Про трагічний випадок 59 року н. е. сповіщав сам історик Тацит. Лунали осудливі промови і з табору освічених аристократів. Цицерон в листі до Марка Марія писав :
| Ліві лапки | Залишилось пригадати про бої з дикими звірами, по два на день протягом п'яти днів. Ніхто не суперечить, вони були чудові. Але що за насолода для освіченої особи дивитися, як слабку людину трощить могутній звір, або як прекрасного звіра вбивають мисливським списом ? | Праві лапки |

Але поодинокі голоси осуду агресивних ігор на аренах потопали в ревінні тисячних натовпів, здичавілих від постійних воєн імперії і охочих до людської крові і чужої людської смерти.
За попередніми підрахунками на аренах римської імперії було вбито більше одного мільйона гладіаторів[джерело?]. На хвилі значної ідейної кризи давньоримського суспільства і поширенням християнства серед різних верств населення гладіаторські бої були заборонені 400 року нашої ери.